# Lauro De Marinis
Lauro De Marinis (1990. július 11.  – ), ismertebb nevén Achille Lauro, olasz származású énekes, rapper és zeneszerző. Ő fogja képviselni San Marinót a 2022-es Eurovíziós Dalfesztiválon Stripper című dalával, miután megnyerte az Una voce per San Marino nemzeti döntőt.

## Diszkográfia

### Albumok
- Achille Idol Immortale (2014)
- Dio c'è (2015)
- Ragazzi madre (2016)
- Pour l'amour (2018)
- 1969 (2019)
- 1990 (2020)
- 1920 (2020)
- Lauro (2021)